# Nauckhoff (Adelsgeschlecht)
Nauckhoff ist ein schwedisches Adelsgeschlecht mit Ursprung im estländischen Adel, dessen Geschichte bis ins 17. Jahrhundert zurückreicht. 

## Geschichte
Der Stammvater der Familie, Hans Nauckhoff, diente als Kavalleriemeister der estländischen Adelsfahne und war mit der Tochter des Majors Baranoff und Anna Stuart verheiratet. Sein Enkel, Johan Nauckhoff, trat 1702 in die schwedische Armee ein und heiratete Margareta Christina Hederhielm, deren Mutter eine geborene Bilberg war.
1777 wurde die Familie in den schwedischen Adelsstand aufgenommen und unter der Nummer 2120 im Adelsregister geführt. Ein Zweig der Familie wurde 1813 gemäß der Regierungsform von 1809 in den Freiherrenstand erhoben, wobei Henrik Johan Nauckhoff den Freiherrentitel erhielt und unter der Nummer 343 eingetragen wurde. 
Ein bedeutender Nachkomme war Ernst Gustaf Reinhold Nauckhoff (1847–1919), ein schwedischer Mineraloge und Sprengstofftechniker. Er nahm an den Polarexpeditionen von Adolf Erik Nordenskiöld teil und trug zur Erforschung der arktischen Region bei. Später leitete er die Sprengstofffabrik AB Expressdynamit in Grängesberg und arbeitete eng mit Alfred Nobel, dem Erfinder des Dynamits, zusammen. Sein Sohn, Sigurd Nauckhoff, trat nach seiner Ausbildung an der Königlich Technischen Hochschule in Stockholm in die von seinem Vater geleitete Fabrik ein und spielte eine führende Rolle in der Dynamitindustrie. 
Ein bemerkenswertes Mitglied der Familie war Johan Harald Nauckhoff (* 5. Oktober 1880 in Kil, Schweden; † 19. Dezember 1935 in Stockholm, Schweden) (1788–1832), der als Leibarzt von König Karl XIV. Johann von Schweden diente und eine bedeutende medizinische Karriere am königlichen Hof verfolgte. Seine Tätigkeit als Leibarzt unterstreicht die prominente Rolle, die Mitglieder der Familie Nauckhoff in der schwedischen Geschichte spielten.
Die Familie hat historische Verbindungen zu Schweden und Deutschland, wobei der deutsche Zweig das Präfix „von“ angenommen hat und als „von Nauckhoff“ bekannt ist. Mitglieder der Familie haben im Laufe der Jahrhunderte in verschiedenen einflussreichen Positionen im Militär, in der Verwaltung und in der Gesellschaft gedient und somit zur kulturellen und politischen Landschaft in Schweden und Deutschland beigetragen. Das Familienwappen ist beim schwedischen Adelshaus Riddarhuset registriert, das die Abstammung und den Status der Familie dokumentiert.

## Wappen

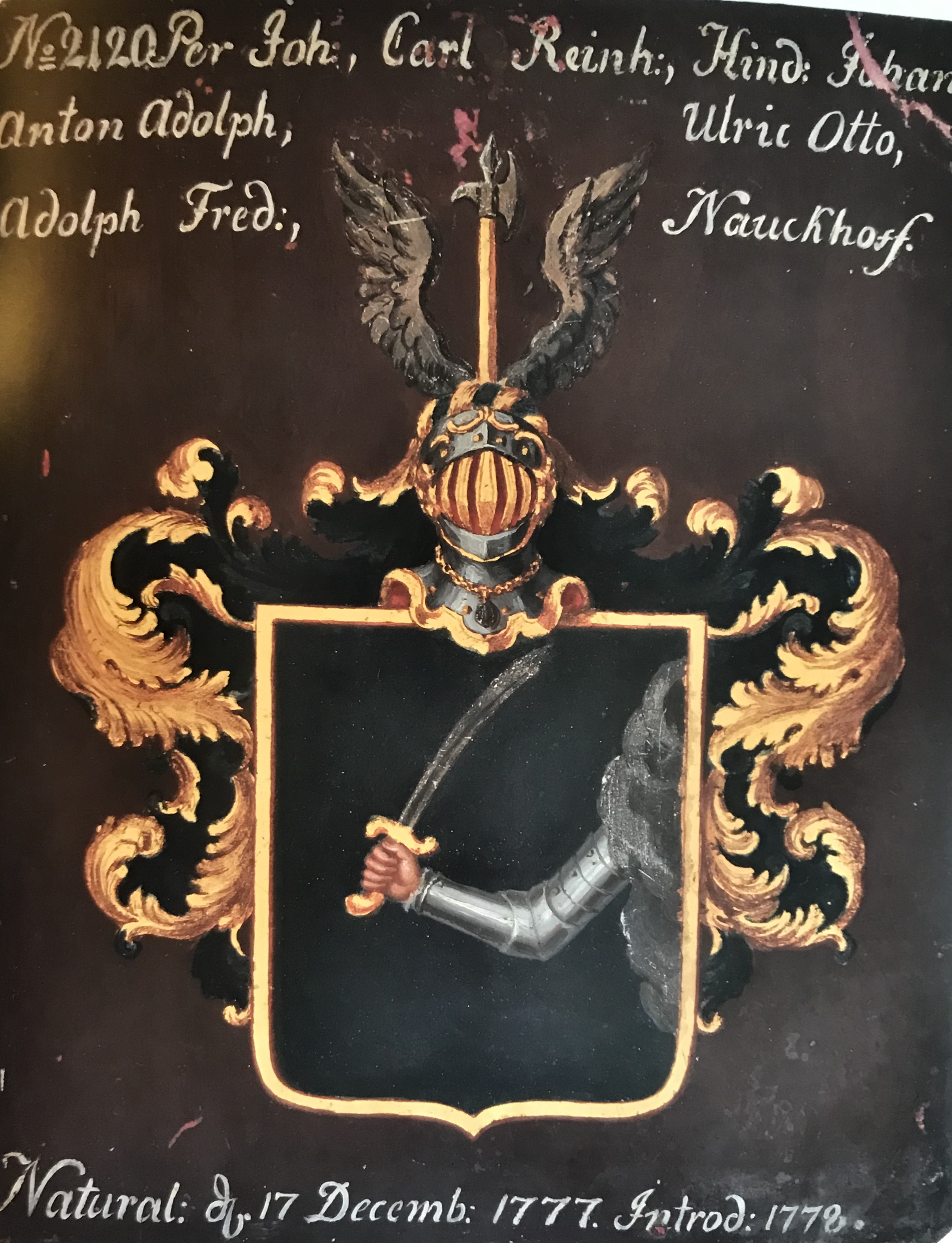
Das Wappen der Familie Nauckhoff
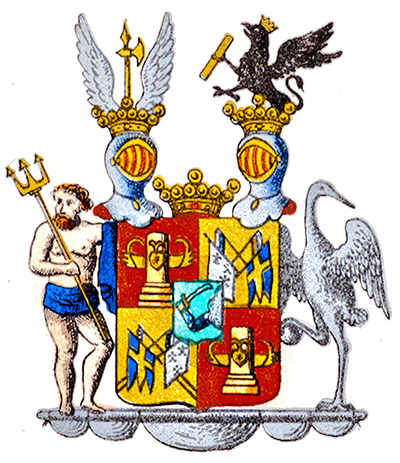
Wappen der Freiherrlichen Familie Nauckhoff

Nauckhoff - Kommandeur - Nr. 2120 A
Abgezweigt aus dem Adelsgeschlecht Nauckhoff Nr. 2120 B, siehe dort.
Der Konteradmiral Henrik (Hindric) Johan Nauckhoff (1744–1818) wurde am 25. November 1799, als er Kommandeur des Schwertordens in der damaligen zweiten Klasse, der Ritterklasse, war, als Kommandeursgeschlecht unter der Nr. 2120 A aufgewertet.
Mit dem Geschlecht ist seit 1814 das freiherrliche Geschlecht Nauckhoff Nr. 343 verbunden, siehe dort.
Blasonierung Wappen Nr. 2120 A
„… Ein grüner Schild, umgeben von einem schmalen goldenen Bord (oder Rand). Im Schild ist ein von links nach rechts ausgestreckter, stahlgerüsteter Arm zu sehen, der aus einer silbernen Wolke hervorkommt und einen silbernen Säbel mit goldenem Griff hält. Auf dem Schild befindet sich ein offener Turnierhelm, aus dem zur Hälfte eine nach links gerichtete silberne Streitaxt mit goldenem Schaft aufsteigt, zwischen zwei ausgebreiteten silbernen Flügeln. Die Helmzier ist in Gold und Grün gewunden, und die Helmdecken sind oben golden und unten grün. Genau so, wie dieses Wappen in seinen richtigen Farben hier abgebildet ist.“
Abschrift des Wappenbriefes, RHA, 14:076.
Transkription: Göran Mörner, 2019-12-09.
Blasonierung Wappen freiherrliche Geschlecht Nauckhoff Nr. 343
„… Ein gespaltenes und quergeteiltes Schild, in der Mitte belegt mit dem Adelswappen der Familie: ein grüner Schild, in dem von einer Wolke an der linken Seite ein bewaffneter Arm hervorragt, der in der Hand ein gezogenes, schlagendes Schwert mit goldenem Griff hält. In jedem der beiden roten Felder des freiherrlichen Schildes, im oberen rechten und unteren linken Feld, ist eine Rostral-Säule aus dunklem Porphyr zu sehen, geschmückt mit drei nebeneinander aufgereihten antiken Schiffssteven, von denen eines direkt nach vorne zeigt und je eines nach jeder Seite. Die unteren rechten und oberen linken Felder sind golden, und in jedem Feld sind eine schwedische Kriegsflagge und Wimpel sowie eine weiße Flagge mit drei blauen französischen Lilien in der Mitte und ein weißer Wimpel, die in Form von Trophäen kreuzweise verbunden sind. Im unteren rechten Feld befinden sich die schwedische Flagge und der weiße Wimpel, während im oberen linken Feld der schwedische Wimpel und die weiße Flagge rechts stehen. Auf dem Schild ruht eine freiherrliche Krone zwischen zwei offenen Turnierhelmen, die ebenfalls mit der freiherrlichen Krone bedeckt sind. Der rechte Helm trägt eine aufrechte goldene Streitaxt mit zur Linken gewendetem Axtblatt, zwischen zwei nach beiden Seiten wehenden weißen Adlerflügeln. Aus der linken Helmkrone erhebt sich zur Hälfte ein schwarzer, nach rechts gewendeter Greif, der auf dem Kopf eine herzogliche Krone trägt und in der rechten Klaue einen goldenen Kommandostab hält. Der Schild wird auf der rechten Seite von Neptun gehalten, der um die Hüfte ein blaues Band trägt und in der rechten Hand seinen goldenen Dreizack führt; auf der linken Seite des Schildes steht das Symbol der Wachsamkeit: ein Kranich, der in der rechten Kralle einen Stein hält, die Flügel hebt und den Kopf nach außen wendet. Beide stehen auf einem Großmarschrahmen mit aufgezogener Segelfläche. Das Wappen ist genau so, wie es hier oben mit den richtigen Farben dargestellt ist.“
Freiherrenbrief im Original, RHA.
Transkription: Göran Mörner, 07.03.2023.

## Bekannte Personen
- Henrik Johan Nauckhoff, (1744–1818) Baron, Vizeadmiral, Ritter des Schwertordens (RSO, 1781), Kommandeur des Schwertordens (KSO, 1799), Kommandeur mit Großkreuz des Schwertordens (KmstkSO, 1809), Freiherr (1813).

- Johan (John) Gustaf Nauckhoff, (1867–1953) Generalleutnant in der schwedischen Armee am 17. Februar 1933

- Johan Harald Nauckhoff  (* 5. Oktober 1880 in Kil, Schweden; † 19. Dezember 1935 in Stockholm, Schweden) war ein schwedischer Arzt und der erste Leibarzt von König Gustav V. von Schweden

- Ernst Gustaf Reinhold Nauckhoff, (1847–1919), Ingenieur, Leiter der Sprengstofffabrik Aktiebolaget Expressdynamit (1891–1914), Ritter des Wasaordens (RVO, 1905)

- Sigurd Adolf Gustafsson Nauckhoff, (1879–1954) Ehrendoktor der Philosophie, Polhemsmedaille in Gold (1904), Ritter des Wasaordens (RVO, 1921), Kommandeur des Wasaordens 2. Klasse (KVO 2kl, 1930), Kommandeur des Finnischen Ordens der Weißen Rose (KFinlVRO 1kl), Kommandeur des Französischen Verdienstordens (FFrK 2kl).

- Rolf von Nauckhoff, (1998–1968) Schauspieler

Liste von Persönlichkeiten der Stadt Stockholm